# Pälsblomflugor
Pälsblomflugor (Criorhina och Pocota) är två närstående släkten i familjen blomflugor med stora och ofta humlelika arter.

## Kännetecken
Pälsblomflugor är stora flugor med en längd på mellan 8 och 18 millimeter. Färgen kan variera mycket, även inom samma art finns ofta flera färgformer. De har ett karaktäristiskt nedåt förlängt ansikte och korta antenner med nakna antennborst. Vingarna har mörka vingfläckar och i vila läggs de ofta parallellt och överlappande längs med kroppen.

## Levnadssätt
Pälsblomflugor kan ses på blommande buskar som sälg, slån, hagtorn och hallon. Larverna utvecklas i förmultnande lövträdsved.

## Systematik
Släktet Criorhina har cirka 50 arter varav 19 i palearktis och sju i Europa. Släktet Pocota har endast två arter.

### Arter i Norden
Följande fem arter förekommer i Norden och i Sverige.
| Svenskt namn           | Vetenskapligt namn  | Utbredning i Sverige                                                                    |
| ---------------------- | ------------------- | --------------------------------------------------------------------------------------- |
| Hallonblomfluga        | Criorhina asilica   | Den vanligaste pälsblomflugan i Sverige. Förekommer upp till polcirkeln utom i fjällen. |
| Törneblomfluga         | Criorhina berberina | Skåne och västra Blekinge, lokalt ganska vanlig.                                        |
| Ullhårig pälsblomfluga | Criorhina floccosa  | Enstaka fynd i Skåne, Blekinge och Småland. Rödlistad som sårbar.                       |
| Humlelik pälsblomfluga | Criorhina ranunculi | Från Skåne till Mälardalen.                                                             |
| Jordhumlefluga         | Pocota personata    | Från Skåne till Uppland.                                                                |